# مقاطعة نوتوواي (فيرجينيا)
 مقاطعة نوتوواي  (بالإنجليزية:  Nottoway County)‏ هي إحدى المقاطعات في ولاية فيرجينيا في الولايات المتحدة الأمريكية.

## أعلام
- والتر ألين واتسون
- بيتر راندولف
- موريس أندرسون
- كليفورد أندرسون
- جيمس جونز